# Quercus serrata
Quercus serrata és una espècie de roure que pertany a la família de les fagàcies i està dins de la secció dels roures blancs, que són els roures blancs d'Europa, Àsia i Amèrica del Nord.

## Descripció
Quercus serrata és un arbre de caducifoli que pot arribar a fer fins als 25 metres d'alçada i ocupa elevacions de 100 a 2.000 metres. Les fulles fan fins a 17 cm de llarg per 9 cm d'amplada, coriàcies, de forma el·líptica, amb marges serrats. Les fulles estan densament cobertes de tricomes quan són joves i es tornen glabres amb l'edat. Els pecíols són curts, de 3 cm. Les flors són inflorescències pistil·lades d'entre 1,5 i 3 cm de llarg que es produeixen entre els mesos de març a abril. Les llavors són glans de forma ovalada de 1,7 a 2 cm de llarg i triguen un any a madurar. La tassa de la gla conté tricomes i escates triangulars i en cobreix entre 1/4 i 1/3. L'escorça és de color gris o marró vermellós amb solcs longitudinals.
La planta atrau sovint pels pentatòmids que ponen els ous al seu interior.

## Distribució i hàbitat
Quercus serrata és originari de la Xina, Taiwan, Japó i Corea.

## Taxonomia
Quercus serrata va ser descrita per Murray i publicat a Systema Vegetabilium. Editio decima quarta 858, a l'any 1784.
Etimologia
Quercus: Nom genèric del llatí que designava igualment al roure i a l'alzina.
serrata: epítet llatí que significa "serrat"
Sinonímia
- Quercus canescens Blume
- Quercus donarium Nakai
- Quercus glandulifera Blume
- Quercus neoglandulifera Nakai
- Quercus neoglandulosa Nakai
- Quercus neostuxbergii Koidz.
- Quercus urticifolia Blume[6]